# Francesco Burlamacchi
Francesco Burlamacchi (Lucca, 27 settembre 1498 – Milano, 14 febbraio 1548) è stato un politico italiano.

## Biografia
Appartenente alla ricca borghesia mercantile lucchese, fu eletto gonfaloniere della Repubblica di Lucca nel 1533. 
Occupando la massima carica dello Stato, ordì un piano per spezzare l'egemonia dei Medici sulla Toscana. Le truppe lucchesi avrebbero dovuto attaccare il Ducato di Toscana in concomitanza di ribellioni antimedicee che sarebbero dovute scoppiare a Firenze ed a Pisa. Altre ribellioni sarebbero state fatte esplodere contemporaneamente in varie città della Romagna, mentre il Burlamacchi contava anche sull'adesione della Repubblica di Siena alla guerra contro lo Stato mediceo. 
Il progetto fu svelato da un traditore al duca Cosimo. A quel punto scoppiò un gravissimo incidente tra lo Stato toscano e la Repubblica di Lucca. Cosimo, considerato che il capo dello Stato lucchese aveva ordito una vera e propria guerra contro di lui, ne pretendeva la consegna. La Repubblica di Lucca però non poteva cedere ad una tale pretesa senza diventare di fatto un protettorato dei Medici. La guerra sembrava dunque inevitabile. 
L'imperatore Carlo V però, dato che la sopravvivenza dello Stato lucchese era per lui cosa gradita, volle intervenire nella disputa prima che dalla diplomazia si passasse alle armi. Lucca era l'unica città imperiale italiana e l'impero non intendeva che essa fosse annessa alla Toscana. L'Imperatore dunque chiese che il Burlamacchi gli venisse consegnato. Lucca, che non avrebbe potuto dare un suo cittadino nelle mani di un qualsiasi stato straniero, si dovette adattare e lo consegnò nelle mani dell'autorità imperiale dalla quale, dal 1369, l'esistenza stessa dello Stato lucchese era garantita. 
Il Burlamacchi fu così giudicato da una corte imperiale in Milano e fatto decapitare all'alba del 14 febbraio, con l'accusa di aver turbato la pace tra gli stati italiani.
La visione del Burlamacchi avrebbe condotto alla nascita, nell'Italia centro settentrionale, di una confederazione di repubbliche (Lucca, Pisa, Siena, Firenze e Romagna) di tipo elvetico. Alcuni sospettano, pur in mancanza di documenti in proposito, che il Burlamacchi avesse idee filo riformate. Sta di fatto che Michele Burlamacchi, secondo figlio del nobile lucchese, emigrò, anni dopo, nella Ginevra calvinista diventando una figura di spicco tra i ricchi protestanti italiani che là vivevano.
La figura di Francesco Burlamacchi fu riscoperta dai federalisti italiani tra il 1847 e il 1861. Essa mal si adattava a rappresentare il neoguelfismo, ma era comunque emblema del tentativo di dar vita ad uno Stato unitario basato sull'unione delle città italiane. 
Nel 1859 il Governo Provvisorio della Toscana deliberò di erigere una statua del Burlamacchi nella centrale Piazza San Michele a Lucca. L'atto del governo del barone Bettino Ricasoli mirava a conquistare le simpatie dei lucchesi. Lucca infatti era stata annessa alla Toscana nel 1847 e il governo assolutistico di Leopoldo II aveva trovato una forte opposizione nell'ex ducato lucchese. Tale opposizione non era solo dovuta alla perdita di una indipendenza millenaria, ma anche ad alcuni atti del governo toscano come il declassamento dell'Università di Lucca. In sostanza, attraverso il monumento, il governo toscano intendeva comunicare la sua diversità dal regime granducale e il riconoscimento della peculiare storia lucchese.
Oggi la statua e la figura di Burlamacchi sono divenute un simbolo massonico (a lui è intitolata una loggia della città di Lucca - Grande Oriente d'Italia) e un riferimento per  quei lucchesi che si ritengono antitoscani. Secondo alcuni la statua è stata realizzata volgente le spalle alla chiesa proprio per indicare i forti contrasti tra la figura del Burlamacchi e la religione cattolica.

## Tributi

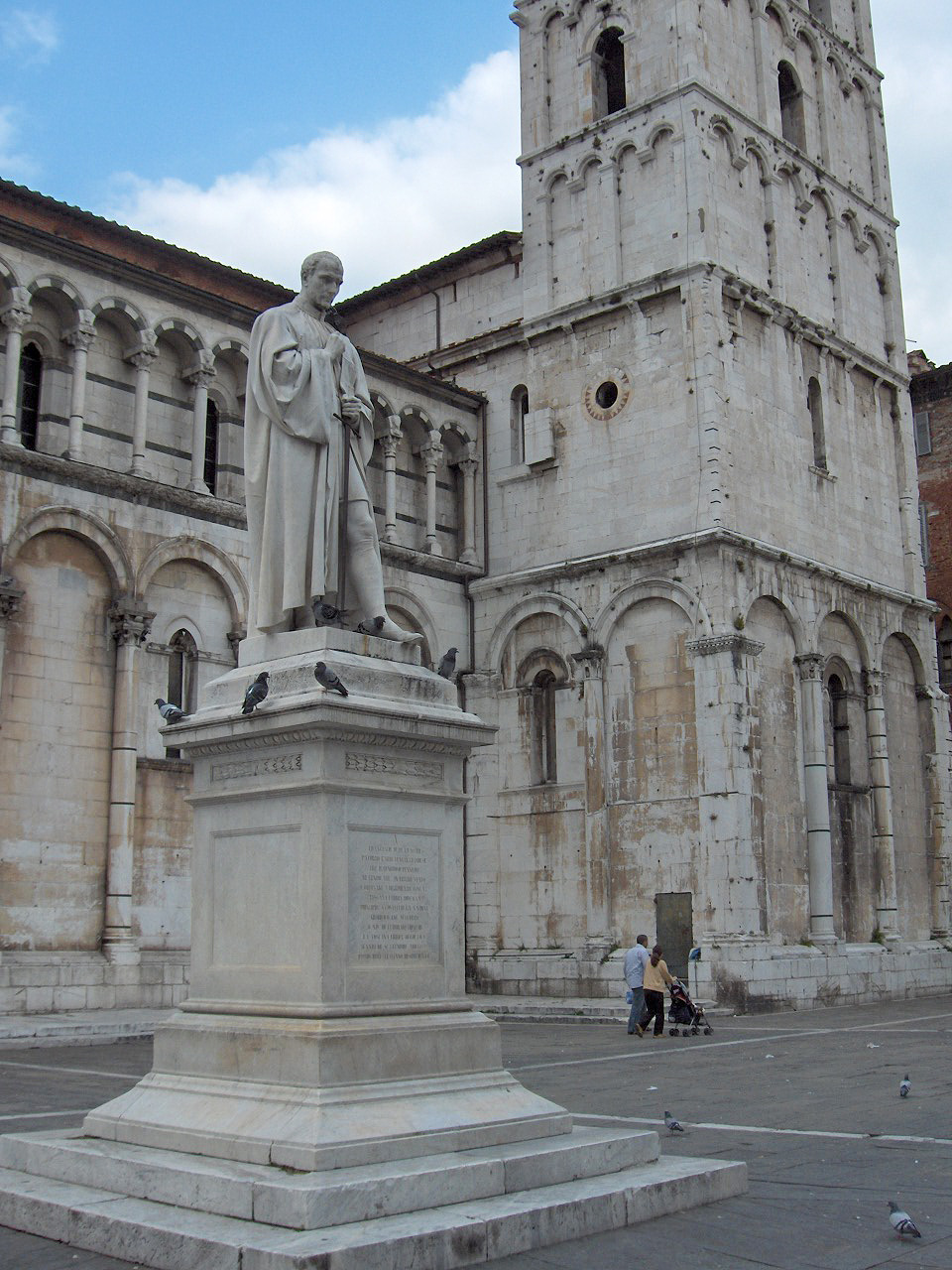
La statua raffigurante Francesco Burlamacchi in piazza San Michele a Lucca

La statua marmorea fu inaugurata nel 1863. L'iscrizione sul piedistallo recita:
(Dedica sul piedistallo)
Lucca aveva dedicato al Martire lucchese, nel 1548, anche una lapide posta nella chiesa di San Romano recante la seguente iscrizione:
(Iscrizione sulla lapide)
Burlamacchi fu elogiato da Giosuè Carducci nell'ode Alla croce di Savoia:
(Alla croce di Savoia)